# Manzanillo (Valladolid)
Manzanillo es una localidad y municipio español de la provincia de Valladolid con 52 habitantes (en 2019), en la comunidad de Castilla y León. Pertenece a la comarca de Campo de Peñafiel. Su producción principal son los cereales (cebada, trigo, centeno, etc.), y viñedos.
El municipio forma parte de la Denominación de Origen Ribera del Duero

## Geografía humana

### Demografía
Cuenta con una población de 48 habitantes (INE 2024).
| Gráfica de evolución demográfica de Manzanillo entre 1842 y 2021                                                      |
| |
| Población de derecho según los censos de población del INE. Población de hecho según los censos de población del INE. |

## Administración y política
| Periodo   | Nombre                    | Partido |
| --------- | ------------------------- | ------- |
| 1979-1983 | Miguel Sanz Veganzones    | PP      |
| 1983-1987 | Miguel Sanz Veganzones    | PP      |
| 1987-1991 | Miguel Sanz Veganzones    | PP      |
| 1991-1995 | Miguel Sanz Veganzones    | PP      |
| 1995-1999 | Miguel Sanz Veganzones    | PP      |
| 1999-2003 | Miguel Sanz Veganzones    | PP      |
| 2003-2007 | Miguel Sanz Veganzones    | PP      |
| 2007-2011 | Miguel Sanz Veganzones    | PP      |
| 2011-2015 | Miguel Sanz Veganzones    | PP      |
| 2015-2019 | Jesús Ángel Arranz Frutos | PP      |
| 2019-2023 | Mariano Calvo Santos      | Cs      |

Elecciones municipales (votos por candidatura)
| Partido Político | 2019   | 2019  | 2019       | 2015   | 2015  | 2015       | 2011   | 2011  | 2011       |
| ---------------- | ------ | ----- | ---------- | ------ | ----- | ---------- | ------ | ----- | ---------- |
| Partido Político | %      | Votos | Concejales | %      | Votos | Concejales | %      | Votos | Concejales |
| Cs               | 63,33% | 19    | 1          | -      | -     | -          | -      | -     | -          |
| TOMA LA PALABRA  | 53,33% | 16    | 1          | 57,69% | 15    | 2          | -      | -     | -          |
| PP               | 33,33% | 10    | 1          | 19,23% | 5     | 1          | 58,82% | 20    | 3          |
| PSOE             | 3,33%  | 1     | 0          | 11,54% | 3     | 0          | 5,88%  | 2     | 0          |

## Cultura

### Arquitectura

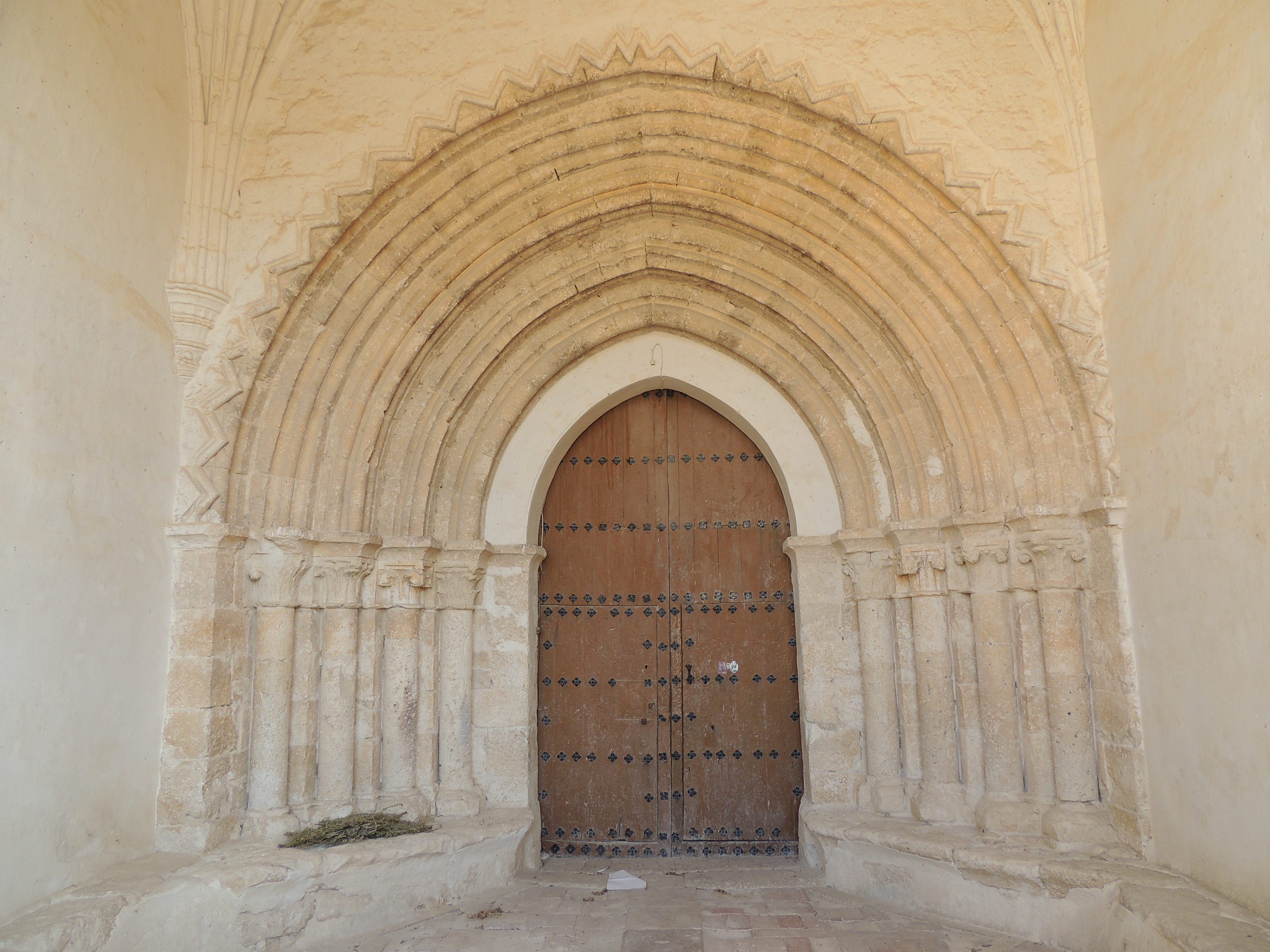
Portada de la iglesia de los Santos Justo y Pastor

La iglesia gótica de San Justo y Pastor se sitúa en medio del pueblo, y tiene una maravillosa vista del castillo de Peñafiel, del que le distan unos seis kilómetros. Realizada en piedra en los siglos XIII y XIV, es de una nave con bóveda de crucería estrellada, al igual que la capilla mayor. No así la sacristía, cuya bóveda es de arista pero con yeserías posteriores del siglo XVII.
En el interior destaca el cuadro del Santo Entierro pintado por el Maestro de Manzanillo. Además tiene unas interesantes imágenes de San Justo y Pastor; el retablo mayor dedicado a Santa Lucía es del siglo XVII del escultor palentino Lucas Sanz de la Torrecilla. Puede visitarse contactando con el Ayuntamiento.

### Fiestas
- Fiesta de San Isidro (15 de mayo). Se organiza una populosa verbena.
- Fiestas de San Justo y Pastor (9 de agosto). Hay verbenas, dulzainas y procesión.
- Fiesta de San Roque (16 de agosto).